# Blindtracering

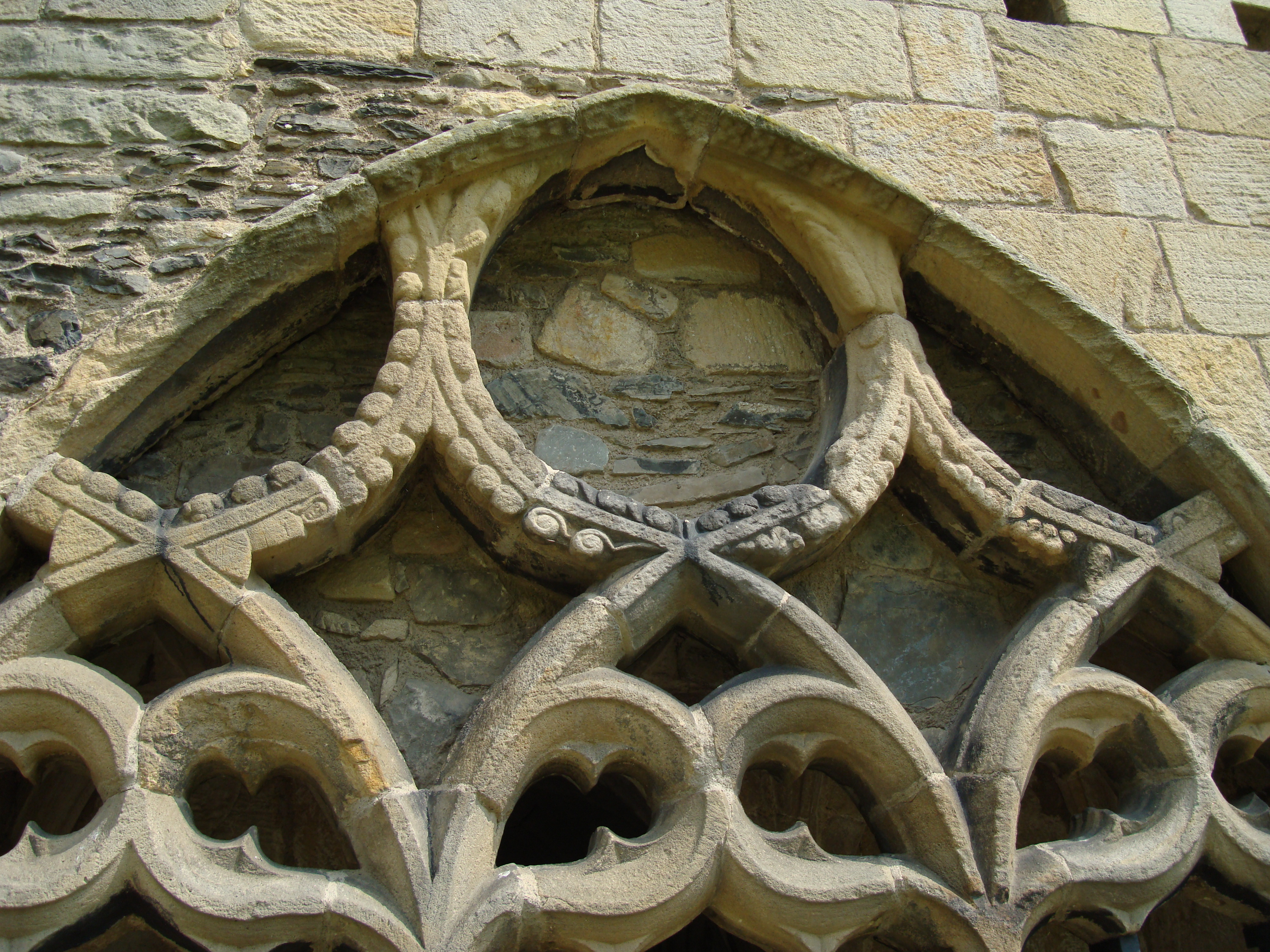
Blind maaswerk

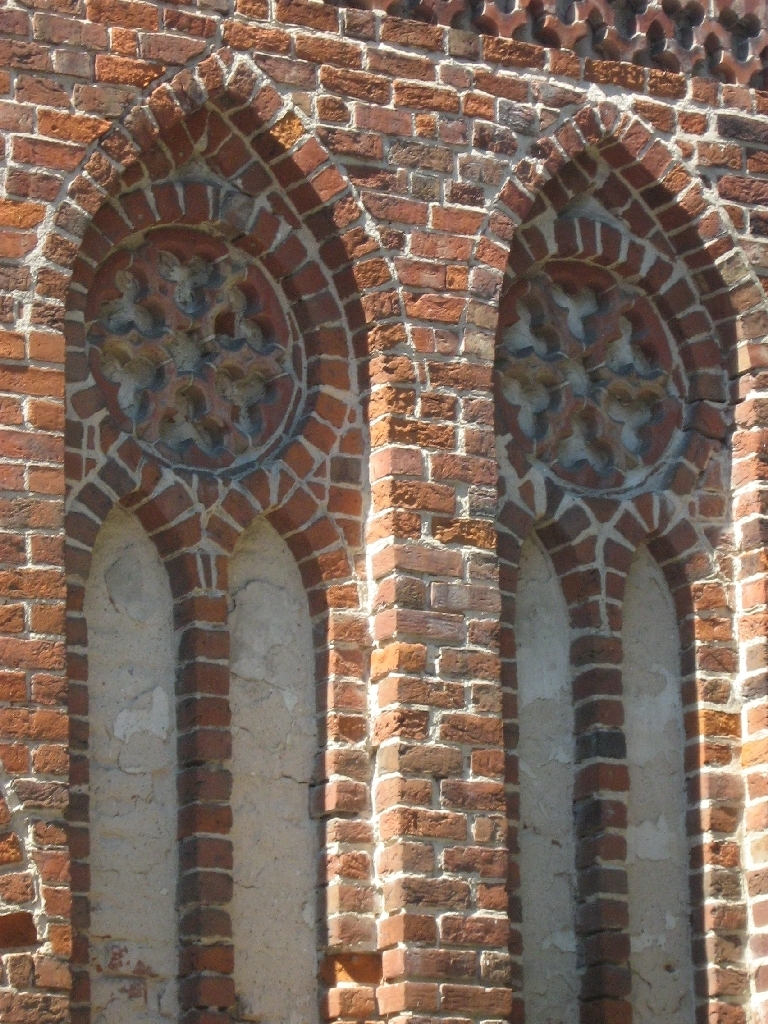

Een blindtracering of blind maaswerk is het maaswerk van een gebouw die geen opening biedt maar geheel opgevuld is met een vaste constructie. Zodoende kan de boog waar het maaswerk in zit niet fungeren als doorgang of venster. Sommige traceringen waren oorspronkelijk open en zijn later opgevuld en dichtgemaakt. Andere traceringen waren oorspronkelijk dicht met als doel een stilistisch element te creëren.

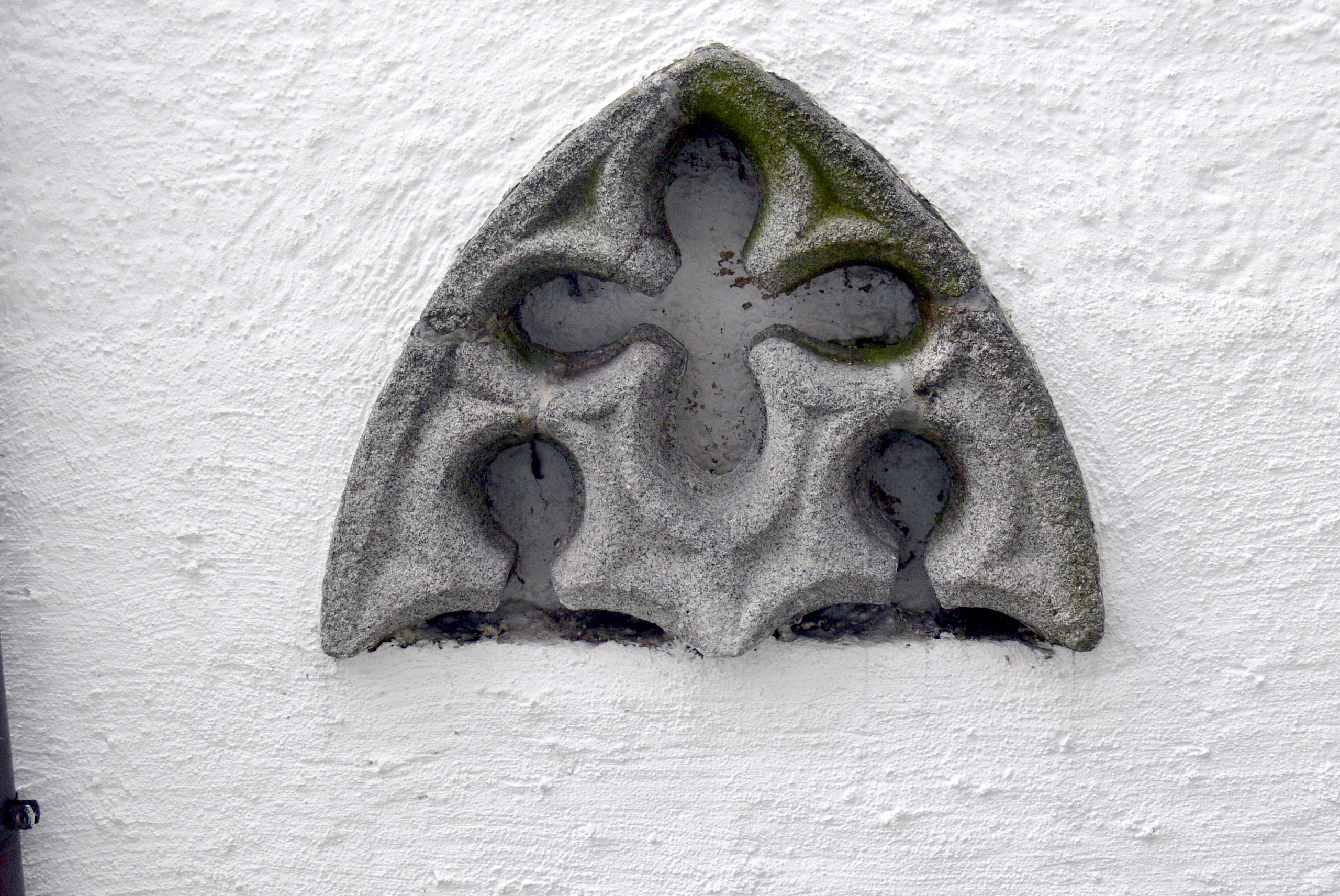
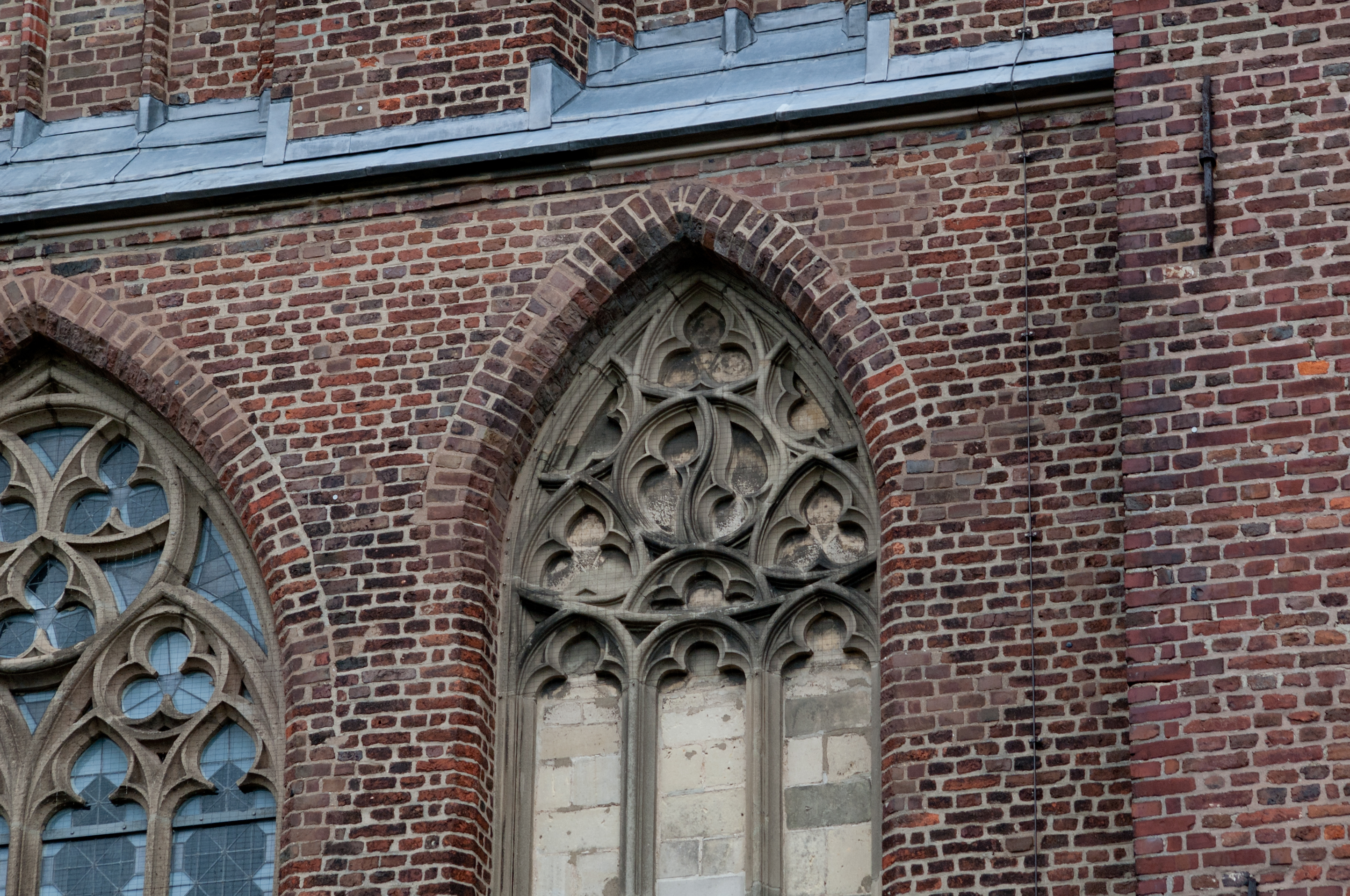
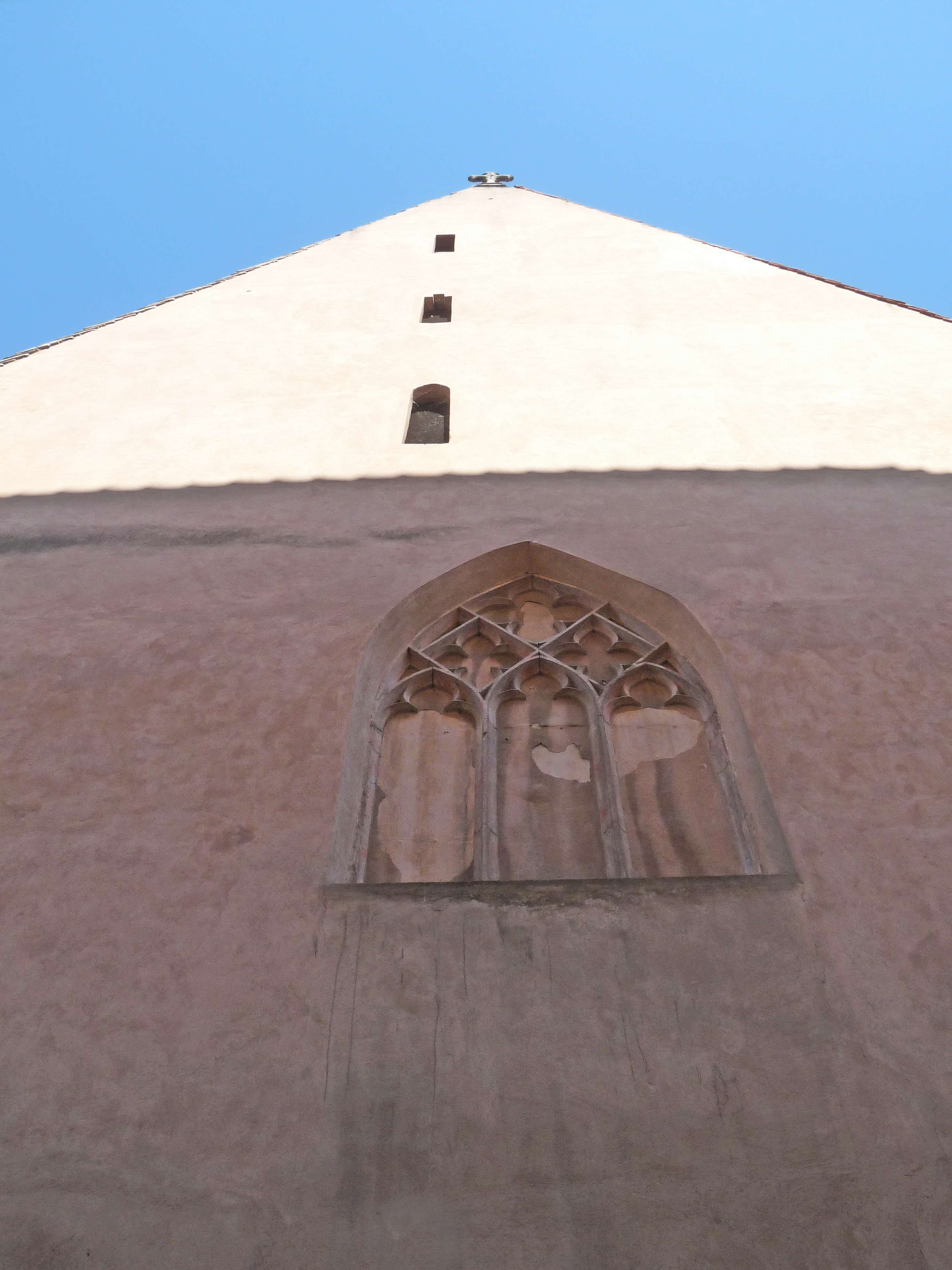